# NGC 2445
NGC 2445 este o galaxie situată în constelația Linxul. A fost descoperită în 18 ianuarie 1877 de către Édouard Stephan⁠(d).